# Mała Fantastyka
Mała Fantastyka – polski kwartalnik poświęcony literaturze fantastycznej (scence fiction, fantasy) przeznaczony dla dzieci i młodzieży. Dodatek kwartalny do miesięcznika literackiego Fantastyka.

## Zespół redakcyjny
Członkami zespołu redakcyjnego pisma byli: Andrzej Brzezicki, Marek Halawa, Sławomir Kędzierski, Zbigniew Latała, Maciej Makowski, Maciej Parowski, Stanisław Remuszko, Wawrzyciec Sawicki, Maria Starzyńska, Krzysztof Szolginia, Darosław J. Toruń, Marek K. Zalejski. Redaktorem naczelnym Fantastyki był Adam Hollanek. Redaktorem prowadzącym Małą Fantastykę był jego zastępca – Andrzej Niewiadowski.

## Opis
W piśmie publikowane były opowiadania autorów polskich i zagranicznych (utwory z zakresu fantastyki, fantasy, science fiction) a także artykuły o charakterze popularno-naukowym, podające w łatwej formie wiadomości o kosmosie, biologii, czy cybernetyce. Pismo zawierało też omówienia książek sf, w tym autorów tworzących historię literatury polskiej i obcej, a także komiksy, zagadki i konkursy.

## Ostatnie wydanie oraz nakład pisma
Pierwszy numer, w nakładzie 150 000 egz., ukazał się w 1987 roku. Łącznie ukazało się 11 numerów Małej Fantastyki (numer pierwszy w 1987 roku, po 4 numery w latach 1988 i 1989 i, jako ostatni - numer podwójny 10-11 w 1990 roku (w nakładzie 125 000 egz.))